# André Auquier
André Auquier (La Bouverie, 15 januari 1930 – 4 februari 2020) was een Belgisch professionele wielrenner, die actief was tussen 1955 en 1962.
Hij behaalde 12 overwinningen bij beroepsrenners en was vooral actief in streekwedstrijden met zeges in Zottegem (1955) en Nokere (1957).

## Erelijst
1954
2de in Bruxelles - Liège voor onafhankelijken
1955
1e in Dr Tistaertprijs te Zottegem
1e in Aaigem
2e in Mons
2e in Lessines
3e in Wavre
1956
1e in Steenhuize-Wijnhuize
3e in Lembeek
1957
1e in Nokere Koerse
3e in Omloop van Midden-Vlaanderen te Deinze
1958
1e in Eizer (Overijse)
1e in Sint-Lievens-Esse
1e in Steenhuize-Wijnhuize
1e in Omloop der Vlaamse Gewesten te Wemmel
3e in Schelde-Dender-Leie te Aalst
1959
2e in Glabbeek
1960
1e in Bavay
1e in Denderleeuw
2e in Soignies
2e in Erpe
1961
1e in Schoonaarde
1e in Omloop van het Westen
2e in Aniche
2e in Condé-sur-Escaut
3e in Lessines

## Resultaten in voornaamste wedstrijden
| Jaar | Ronde van Vlaanderen | Luik-Bast.‑Luik | Waalse Pijl |
| ---- | -------------------- | --------------- | ----------- |
| 1955 |                      |                 | 33e         |
| 1956 |                      |                 | 8e          |
| 1957 | 21e                  |                 | 14e         |
| 1958 | 49e                  |                 |             |
| 1960 |                      | 25e             |             |